# 原尻鎮清
原尻鎮清（1551年？－1617？），日本戰國時代、安土桃山時代、江戶時代初期的武將，原姓古庄(莊)，通稱綾女、宮內少輔、左馬助，為立花家家臣。古莊鎮行（丹後守）之子，有弟原尻鎮治（市正）、原尻行村（與三右衛門）。妻為小野鎮幸之女，有子原尻茂鄉、立花統次妻、十時成重妻。

## 生平

### 出自
原尻氏先祖為筑井左衛門親直，後改稱古莊次郎左衛門。於建久年中(1190~1199年)，大友能直前往九州時，作為其先行出發者來到九州豐後，之後代代屬於大友氏旗下。

### 早期經歷
原尻鎮清是大友氏的重臣戶次鑑連（立花道雪）在豐後藤北時期招募的重臣之一，跟隨道雪參加大友軍在筑前的作戰。
永祿11年（1568年）2月，立花山城城主立花鑑載受到毛利元就策反，再次反叛大友家，於同年4月6日迎來毛利家的清水宗知率軍8千餘人和軍船百餘艘，並聯合原田隆種、原田親種父子以及高橋鑑種家臣衛藤尾張守共約1萬兵力會師於立花山城。4月24日，立花道雪與吉弘鑑理、臼杵鑑速、志賀親守率領3萬餘兵力包圍立花山城及其白岳、松尾等七處城、砦；三個月後，大友軍在7月4日強攻立花山城。由於立花道雪一軍在攻略其支城松尾城時，於立花山崖上的不利地形陷入苦戰，先鋒高野出雲、十時惟次負傷，道雪因而挺進前線激勵其家臣戶次鎮直、戶次鎮時、十時惟次、十時惟由、由布惟定、高野出雲、小野鎮幸、足立連安、吉田兼正、原尻鎮清、竹迫鑑種討取敵兵28人。
永祿12年（1569年）5月18日，吉川元春和小早川隆景率毛利軍4萬餘於立花山城下再次出戰，道雪、吉弘鑑理、臼杵鑑速則率兵1萬5千分三隊為先鋒於多多良濱佈陣，之後配置了約2萬的大友軍力與之對峙，雙方激戰期間，道雪衝陣斬財滿越前守等十餘人並擊敗吉川元春先鋒楢崎信景之際遭到香川春繼以弓箭反擊不得前進，且吉川元春以鐵砲攻勢橫擊而不得不撤退，雖然大友軍此時處於劣勢接近戰敗，但隨後道雪見到小早川隆景率吉見正賴、尼子元秋移軍長尾一地整軍時的陣形空隙，先以8百人鐵砲隊密集射擊後自身拔刀乘馬單騎率先衝入敵陣營中，緊跟著道雪的家臣團也一擁而上，毛利軍此時無法抵擋被衝退三町距離導致毛利軍全線撤退回立花山城下各營寨，大友軍也因吉川元春的攻勢戰損3~5百兵極度疲勞無法再進行攻勢而撤退往博多本陣。
元龜2年（1571年）5月，主君立花道雪奉大友宗麟之命轉封筑前立花山城形式上繼承立花氏，而鎮清亦跟隨前往筑前。天正7年（1579年）3月16日到18日，秋月軍出陣至八嶽，宗像、原田等出兵聚集，為此道雪派家臣小野鎮幸、米多比鎮久、刃連孫九郎、野上連貞、吉田兼正、原尻鎮清、由布惟信、由布惟次、竹迫鑑種、竹迫連種、十時惟由等家臣出戰，在刃連孫九郎的突擊與野上連貞奮勇戰死之下，立花軍合作驅敵擊敗秋月軍。
天正9年（1581年）10月，作為使者，前往岩屋城迎接高橋紹運之子、道雪的養子高橋統虎（立花宗茂），伴隨其同行至立花山城。鎮清除了獲得立花道雪和宗茂所授予的數十張感狀外，另有大友義統所給感狀二張。

### 征伐立功
天正12年（1584年）年，原尻鎮清隨主君道雪參加筑後遠征。天正13年（1585年）9月11日，道雪病逝於筑後高良山下北野軍陣中，鎮清勸阻想殉死的其他家臣；當時道雪的心腹由布惟信及小野鎮幸表示：“要主公的遺體在高良山中讓敵兵踐踏，這是何等恥辱，我等將伴隨殉死！”而原尻鎮清回應：“若在此殉死，那麼少主統虎該當如何是好？在此捨棄少主死去才是不忠！”使由布惟信打消殉死念頭。往後，鎮清被提拔為家老，在立花家的評定會議中對繼承道雪的高橋統虎（立花宗茂）提出各種建言。
天正15年（1587年），立花家在豐臣秀吉發動的「九州征伐」中立功而受封筑後柳川成為大名。9月下旬，肥後因新領主佐佐成政的失政而引發「肥後國人一揆之亂」，鎮清隨宗茂參與鎮壓行動；其主謀隈部親永一族於戰敗後，於天正15年（1587年）5月27日被送到宗茂居城「柳川城」等待處分。此時，立花宗茂為了隈部一族的武士名譽，決定以「放討」的方式解決，他因此選出十二名家臣對抗隈部一族的十二名武士、雙方各自單挑，原尻鎮清亦入選為其中一名討手；原尻鎮清在戰鬥中擊敗對手，且於擒拿隈部善良時右手腕遭砍傷。
文祿元年（1592年），原尻鎮清隨主君宗茂參加豐臣秀吉發起的「朝鮮戰役」，作為立花家32槍柱與力頭之一出戰，後於文祿5年領有三潴郡一千五百石俸祿，擔任大目付職務(軍隊監察長官)為總奉行四人眾之一人並配有十五位與力眾。

## 家族繼承
原尻鎮清其子原尻茂鄉亦於「關原之戰」時期的「江上・八院戰役」立下戰功、獲取感狀。由於立花家在關原之戰中參加西軍而遭改易，鎮清與大部分的立花家臣一同移往肥後，後病死於該地。
立花家回歸筑後柳川大名時，鎮清之子原尻茂鄉回歸立花家，領有五百石俸祿並擔任番頭役，他之後選擇隱居，於寬永八年（1631年）仍擔任奉行役，領有三百石並使番十七人，於「島原之亂」時為留守役。至江戶時代，鎮清之嫡孫原尻鎮勝因父祖代代軍功而受賜立花姓。